# Medalha de Valor (Israel)
A Medalha de Valor ou Medalha de Heroísmo (em hebraico:  עיטור הגבורה, Itur HaGvura) é a mais alta condecoração militar israelense.

## História
A Medalha de Valor foi instituída pelo Knesset em 1973, e concedida por bravura suprema face ao inimigo no campo de batalha. A medalha foi concedida retroativamente e substituiu a barreta do Herói de Israel, e os doze agraciados a receberam automaticamente; com a barreta podendo ser usada como barra na fita da medalha. Sua posição é a mais alta de três condecorações de bravura.

### Antecedentes
Quando as Forças de Defesa de Israel foram criadas, em maio de 1948, o sistema de condecorações militares ainda não havia sido instituído, mas muitos soldados que se distinguiram em combate foram recomendados por seus superiores para condecorações. Sem qualquer prêmio existente, o comando do exército continuou coletando essas recomendações, ao mesmo tempo em que passou a organizar o tema das premiações e condecorações. O comando do Exército instituiu um comitê para decidir acerca da criação de um sistema de condecorações e as primeiras propostas incluíam pelo menos 7 níveis diferentes de decoração. Também foi aberto ao público um concurso para desenho de medalhas. Nenhuma dessas iniciativas foi aprovada. O agraciamento das 12 barretas de Herói de Israel, em referência às doze tribos de Israel, foi uma solução temporária que acabou se tornando permanente. As discussões a respeito de um sistema de condecorações continuou nas décadas de 1950 e 1960.

### Criação
Em janeiro de 1970, o Knesset aprovou a Lei das Condecorações nas Forças de Defesa de Israel que estava pendente há anos, e um comitê foi instituído para definir a disposição e as regras de concessão das condecorações. Em 1973, no 25º Aniversário do Estado de Israel, o governo aceitou as recomendações do comitê e a lei definiu três tipos de condecorações: Medalha de Valor, Medalha de Coragem e Medalha de Serviço Distinto.
A Lei das Condecorações refere-se aos atos praticados após 4 de junho de 1967, mas também aos atos anteriores aos quais foi dado o título de "Herói de Israel" ou a citação do Chefe do Estado-Maior. As 533 citações em arquivo foram revisadas e a maioria delas foi atualizada para uma das 3 condecorações. De 1948 a 1988, 1.300 dessas três condecorações foram oficialmente agraciadas. As três medalhas foram desenhadas por Dan Reisinger, um designer gráfico sérvio-israelense.
Os detentores da medalha recebem diversos privilégios, como redução de impostos e convites para cerimônias oficiais do Estado. Os soldados que receberam a Medalha de Heroísmo também têm direito a ser enterrados no cemitério do Monte Herzl. Tendo sido o primeiro condecorado na Guerra de Independência, em 2017, Yair Racheli era o único sobrevivente dos 12 agraciados com a barreta do Herói de Israel, aos 88 anos, e foi homenageado com um certificado de agradecimento no 70º aniversário das Forças de Defesa de Israel por seu serviço ao país.

## Agraciamento
Sendo a mais alta condecoração de Israel, a Medalha de Valor é concedida por bravura suprema face ao inimigo no campo de batalha. Até o momento, 40 medalhas foram concedidas. O General Avigdor Kahalani foi o 40º e último agraciado com a medalha, em 1975; recebida por suas ações heróicas durante a Guerra do Yom Kippur, quando era tenente-coronel e segurou o avanço blindado sírio nas Colinas de Golã, no local que ficou conhecido como Vale das Lágrimas.
| Nº | Campanha                | Quantidade | Detalhes         |
| -- | ----------------------- | ---------- | ---------------- |
| 1  | Guerra de Independência | 12         | Heróis de Israel |
| 2  | Guerra de Suez          | 4          |                  |
| 3  | Guerra dos Seis Dias    | 12         |                  |
| 4  | Guerra de Desgaste      | 1          |                  |
| 5  | Guerra do Yom Kippur    | 8          |                  |
| 6  | Operações de represália | 3          |                  |

A primeira recomendação para a Medalha de Valor em 43 anos foi feita em 16 de novembro de 2018 a um tenente-coronel que morreu durante uma operação em Gaza, e cujo nome não foi publicado, mas foi decidido dar a ele a Medalha de Coragem.

## Características
A Medalha de Valor é uma estrela de bronze com seis pontas, no formato da Estrela de Davi. No seu anverso, a ponta de cima tem sobreposta uma espada e meio ramo de oliveira no lado esquerdo. O reverso é liso. A medalha pende de uma fita na cor amarelo-claro, significando humilhação, a qual é pendurada em um topo retangular de bronze. O ramo de oliveira simboliza o desejo de Israel pela paz, enquanto a espada simboliza sua prontidão para se defender. A fita amarela serve como um lembrete da estrela amarela que os judeus foram forçados a usar durante o Holocausto.